# Districte d'Aurich
El Districte d'Aurich (en alemany Landkreis Aurich) és un districte alemany (districte) en l'estat federal de Baixa Saxònia (Alemanya). La capital de districte és Aurich localitzada en el centre de la regió històrica de Frísia Oriental. A l'oest i nord es troba la costa del Mar del Nord sent una frontera natural de l'estat de Baixa Saxònia al nord. A l'est limita amb el Districte de Wittmund i al sud amb el Leer així com amb la ciutat d'Emden.
Inclou les illes Frisones de Baltrum, Juist i Norderney.

## Demografia
| Any  | Població | Any  | Població |
| ---- | -------- | ---- | -------- |
| 1976 | 164.825  | 1980 | 167.422  |
| 1985 | 169.283  | 1990 | 170.521  |
| 1995 | 180.118  | 1999 | 185.102  |
| 2003 | 189.243  | 2005 | 190.128  |

## Composició del districte
Dades de població del cens de 30 de juny de 2005)
| Municipis | Municipis |
| --- | --- |
| 1. Aurich, Ciutat (40.462) 2. Baltrum (502) 3. Dornum (4.807) 4. Großefehn (13.191) 5. Großheide (8.725) 6. Hinte (7.297) 7. Ihlow (12.644) | 1. Juist, Municipi insular (1.866) 2. Krummhörn (13.260), Campen, Pilsum 3. Norden, Ciutat (25.092) 4. Norderney, Ciutat (6.113) 5. Südbrookmerland (19.088) 6. Wiesmoor, Ciutat (13.128) |

Municipis conjunts

Municipis del districte d'Aurich

| - 1. Municipi conjunt de Brookmerland (13.427) 1. Leezdorf (1.987) 2. Marienhafe, Flecken (seu)(2.008) 3. Osteel (2.398) 4. Rechtsupweg (2.123) 5. Upgant-Schott (3.845) 6. Wirdum (1.066) | - 2. Municipi conjunt d'Hage (10.679) 1. Berumbur (2.560) 2. Hage, Flecken (seu) (5.826) 3. Hagermarsch (467) 4. Halbemond (1.062) 5. Lütetsburg (764) |

Zona sense municipi
| - Memmert (5,17 km², deshabitada) |